# ميدان الكويت
ميدان الكويت هو نصب تذكاري أنشأته بلدية غزة في أحد الشوارع الرئيسية الرابطة بين المحافظات الفلسطينية بقطاع غزة، تقديرًا لجهود الكويت ودعمها المتواصل للشعب الفلسطيني ومناصرة قضاياه العادلة. ويتكون النصب التذكاري من مجسمات هندسية لأبراج الكويت الشهيرة. خلال الحرب الفلسطينية الإسرائيلية 2023. دمر الجيش الإسرائيلي الميدان وارتكب مجزرة بالقرب منه عرفت بمجزرة دوار الكويت.

## بناؤه
بنيت الأبراج الثلاثة على مساحة 2100 متر مربع في قلب قطاع غزة بعد بنائها على مجسم هندسي، وذلك تقديراً من الشعب الفلسطيني لدورالكويت في خدمة قضيتهم العادلة، ودفاعها عنهم في المحافل الدولية المختلفة لنيل حقوقهم. أطلق الفلسطينيون في قطاع غزة على مجسم الأبراج الثلاثة اسم "ميدان الكويت"، بهدف إبقاء اسم الكويت خالداً في قلوب أبنائهم، وتقليداً لأبرز معالم الكويت الذي يمثل رمزاً من رموز النهضة المعاصرة، ودليلاً على تقدمها وارتقائها.
يشمل المشروع تطوير المنطقة المحيطة به بالكامل، وتنفيذ أعمال تعبيد بمادة الإسفلت بمساحة 2100 متر مربع، وتبليط الأرصفة، ويتضمن المشروع الممول من الصندوق الكويتي للتنمية الاقتصادية عبر مؤسسة التعاون بقيمة إجمالية تبلغ 266 ألف دولار تنفيذ أعمال بنية تحتية كاملة تشمل تمديد شبكات صرف صحي ومياه، وأعمالاً مرورية. وصلت تكلفة الأبراج الثلاثة إلى 30% من قيمة المشروع الكلية الذي يجسد أحد معالم دولة الكويت، والـ70% الأخرى تشمل تطوير المفترق، وفق تأكيد بلدية غزة. وشيدت أبراج الكويت في الأول من مارس عام 1979، على امتداد الساحل في شارع الخليج العربي قبالة مدينة الكويت العاصمة، حيث تجسد معاني الوطنية والولاء وحب الوطن، خاصة خلال فترة أعياد الكويت الوطنية.